# Viadukt Pavlovići

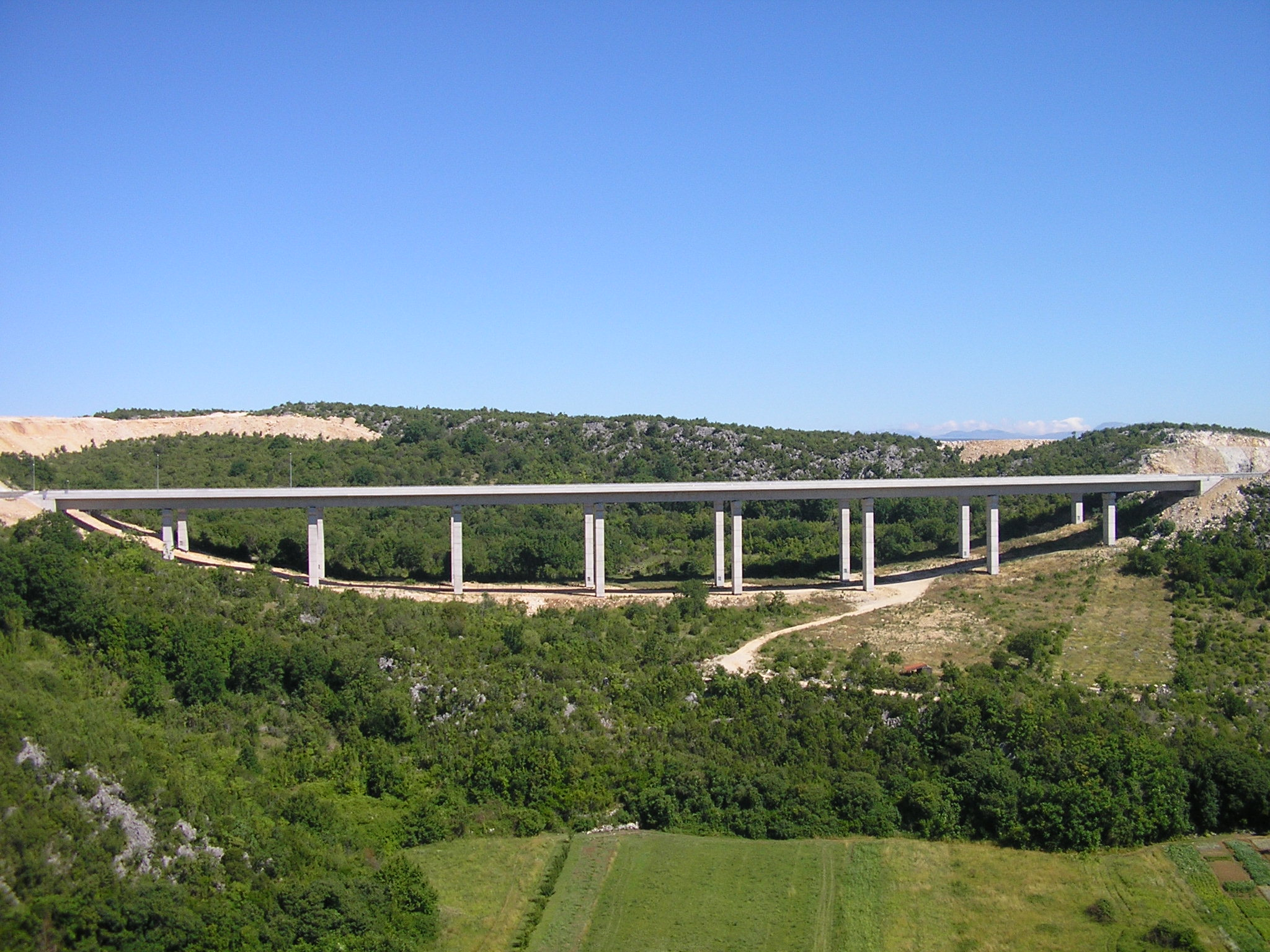
Pohled na viadukt.

Viadukt Pavlovići (v srbské cyrilici Виадукт Павловићи) je dálniční viadukt, který se nachází v jižní části Bosny a Hercegoviny, u hranice s Chorvatskem, blízko města Međurgorje a vodopádů Kravica.
Viadukt překonává nerovný terén svahů řeky Trebižat. Z jedné strany přechází dálnice k mostu Studenica (přes stejnojmenný vodní tok) a ze strany druhé k tunelu Bijela Vlaka. 
Stavba je dlouhá 360 m, betonové mosty byly vybudovány pro oba směry. Výška mostu dosahuje ve své nejvyšší části 38 m. Jednotlivé pilíře (8 pro každý most; 16 celkem) jsou založené v relativně mělkých základech (s výjimkou jednoho svahu). Most je z jedné strany mírně naklopený. 
Stavební práce byly zahájeny v roce 2012 a viadukt byl slavnostně otevřen v září 2014. Byl vybudován metodou postupného vysouvání nosné konstrukce, kdy jsou jednotlivé segmenty mostu postupně spouštěny na jednotlivé pilíře.
Tunel budovala česká společnost OHL ŽS.